# Rhizoecus eloti
Rhizoecus eloti är en insektsart som beskrevs av Alfred Giard 1897. Rhizoecus eloti ingår i släktet Rhizoecus och familjen ullsköldlöss.
Artens utbredningsområde är Guadeloupe. Inga underarter finns listade i Catalogue of Life.